# Marienschule (Saarbrücken)
Die Marienschule ist ein vierzügiges privates Gymnasium mit mathematisch-naturwissenschaftlichem und sprachlichem Zweig. Ihr Name leitet sich von Maria, der Mutter Jesu in der christlichen Tradition, ab.
Die Marienschule ist eine staatlich anerkannte Schule in freier Trägerschaft des Bistums Trier. Schulen in freier Trägerschaft sind alternative Bildungsangebote, die durch das saarländische Privatschulgesetz ermöglicht werden. Zeugnisse, Versetzungen und Prüfungen an diesen Schulen haben dieselbe Geltung wie die staatlicher Schulen. Schulgeld wird nicht erhoben.

## Profil
Man kann sich für die 5. Klasse zwischen zwei Fremdsprachen, nämlich Französisch oder Englisch entscheiden. Die nicht gewählte Sprache wird dann ab der 6. Klasse ebenfalls als Hauptfach unterrichtet. Zudem bietet die Marienschule pro Jahrgang eine Bläserklasse sowie eine Ganztagsklasse an. Für die 8. Klasse hat man die Wahl zwischen dem sprachlichen Zweig, in dem man Latein oder Spanisch als 3. Fremdsprache belegen kann oder dem naturwissenschaftlichen Zweig mit verstärktem Nawiunterricht und Physik als Hauptfach. Sprachliche begabte Schüler können sich an schulinternen Austauschprogrammen mit einer französischen und einer spanischen Schule beteiligen und auch an Prüfung für die Sprachzertifikate DELF (Französisch) und Cambridge Certificate (Englisch) teilnehmen. Als MINT-freundliche Schule besteht eine enge Zusammenarbeit mit der Universität und Hochschule für Technik und Wirtschaft des Saarlandes, an der begabten Schülern ein Juniorstudium ermöglicht wird.

## Geschichte
Die Marienschule wurde 1950 auf Betreiben des damaligen saarländischen Ministerpräsidenten Johannes Hoffmann als höhere Lehranstalt für katholische Mädchen gegründet und vom Institut St. Dominikus der Dominikanerinnen in Speyer („Arme Schulschwestern“) unterhalten. Sie führte die Tradition der Ursulinenschule fort, die 1895 von Ursulinenschwestern ins Leben gerufen und 1938 von den Nationalsozialisten geschlossen wurde. Die Neugründung ist bedingt durch die Verhältnisse der Nachkriegszeit: Zusammen mit dem angeschlossenen Internat konnten Kinder betreut werden, die weite Anfahrtswege hatten oder infolge des Krieges Halbwaisen waren und deren Mütter berufstätig sein mussten.
1969 gab es eine Protestaktion zur Schülermitverwaltung an der Marienschule, die in der Schülerzeitung Wilder Reiter thematisiert wurde.
Die saarländische Oberstufenreform von 1972 führte zu verstärkter Zusammenarbeit mit den Nachbarschulen, sodass die Schule sich auch für den evangelischen Bevölkerungsteil öffnete. 1983 wurde die Koedukation eingeführt. Personelle Engpässe zwangen den ursprünglichen Träger zu Beginn der 1990er Jahre über eine Fortführung des Schulbetriebs in veränderter Form zu entscheiden. Zum 1. August 1994 übernahm das Bistum Trier die Trägerschaft vom Institut St. Dominikus in Speyer. Die Schulschwestern aus Speyer waren noch bis 2007 im Lehrerkollegium präsent. 2009 wurden sie offiziell aus der Marienschule verabschiedet.
2006 wurde das Junge Blasorchester an der Marienschule gegründet. Das Junge Blasorchester wird 2019 zum dritten Mal am Orchesterwettbewerb Flicorno d’Oro teilnehmen.
Im Jahre 2010 feierte die Marienschule ihr 60-jähriges Bestehen. Einige von den Schwestern initiierte Projekte wie die Partnerschaft mit dem Collège/Lycée St. Victor in Valence und der Ghana-Basar, ein alle zwei Jahre zur Adventszeit stattfindendes Hilfsprojekt, prägen nach wie vor das schulische Leben. Die Schulfarben Blau und Gelb sind in der christlichen Ikonografie  traditionell die Farben Mariens und greifen das Farbprogramm der Fenster in der Schulkapelle auf.
Im Schule 2012/13 wurden zwei Schulklassen der Marienschule als faire Klasse (Klasse des fairen Handels) ausgezeichnet.
Von der Caritas Saarbrücken wird eine kostenpflichtige Nachmittagsbetreuung im Rahmen der freiwilligen Ganztagsschule an der Marienschule angeboten.
2018 nahmen Schüler einer Klasse der Marienschule Saarbrücken in der Fernsehsendung Tigerentenclub an einem Wettbewerb gegen das Immanuel-Kant-Gymnasium Pirmasens teil.

## Schulleiter
- 1951–1982: Sr. M. Hagia Schäffer (1910–2002)
- 1982–1993: Sr. M. Beatrix Koob (1933–2012)
- 1993–2004: Rüdiger Kaldewey (1939–2024)
- 2004–2014: Albrecht Adam
- seit 2015: Peter Jochum

## Bekannte Lehrer

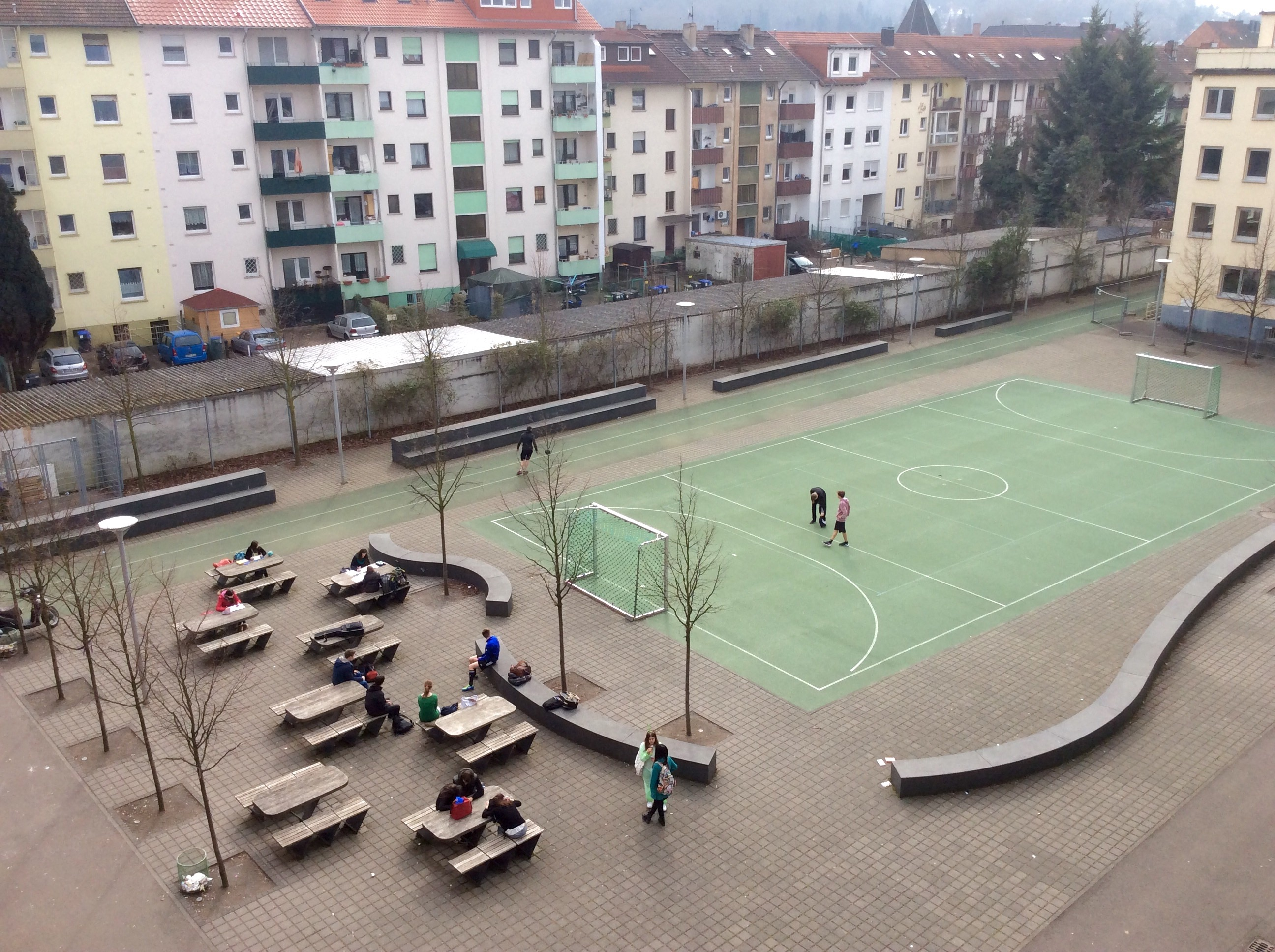
Marienschule

- Rüdiger Kaldewey (* 1939), Religionspädagoge und Autor zahlreicher Veröffentlichungen
- Bob Strauch (1913–1978), Grafiker und Karikaturist

## Arbeitsgemeinschaften (AGs)
Die Marienschule bietet zahlreiche Arbeitsgemeinschaften an.

### Musik/Theater
- Junges Blasorchester
- Schüler-Lehrer-Eltern-Chor
- Folk-Song-Group
- Theater - Musik

### Sport
- Volleyball
- Drachenboot
- Tanz
- Fußball
- Sport/Spiel/Spaß
- Segelfliegen

### Mathematik/Naturwissenschaften
- Technik – Licht & Ton
- Mathematik
- Robotik

### Sprachen
- Sprachzertifikat Französisch (DELF)
- Sprachzertifikat Englisch

### Sonstiges
- Begabtenförderung
- Schülerbücherei
- Schülerzeitung

## Partnerschulen
Austauschprogramme
- Collège-Lycée St. Victor (Valence, Frankreich), seit 1976[14]
- Collegio Helios (Valencia, Spanien)[15]

Kooperationen im Kursangebot
- Gymnasium am Schloss
- Ludwigsgymnasium (Saarbrücken)